# Нора Борхес
Леоно́р Фа́нні Бо́рхес Асеве́до (ісп. Leonor Fanny Borges Acevedo), більш відома під псевдонімом Но́ра Бо́рхес (ісп. Norah Borges; 4 березня 1901, Буенос-Айрес — 20 липня 1998, там же) — аргентинська художниця та мистецький критик, що належала до групи Флорида. Сестра письменника Хорхе Луїса Борхеса.

## Біографія
Леонор Борхес народилася 4 березня 1901 року у Буенос-Айресі. 1912 року вона з родиною вирушила до Швейцарії, де збирався лікуватися її батько, адвокат Хорхе Гільєрмо Борхес. Навчалася у Школі мистецтв у Женеві разом зі скульптором-класицистом Морісом Саркісовим. У Лугано вона вчилася у Арнальдо Боссі і була близька з німецькими експресіоністами в еміграції, зокрема Ернстом Кірхнером. З Боссі вона опанувала ксилографію і естетику експресіонізму. У Швейцарії вона написала і видала свою першу поетичну збірку «Notas lejanas» (1915).
Через початок Першої світової війни родина Борхесів була змушена затриматися у Європі. Поподорожувавши Провансом, Борхеси прибули до Іспанії, де Нора продовжила своє навчання. Спочатку родина жила у Барселоні, а 1919 року переїхала до Пальма-де-Майорки, де Нора навчалася у Свена Вестмана і разом з братом Хорхе Луїсом співпрацювала з журналом «Baleares». Згодом Борхеси перебралися до Севільї, де були в авангарді ультраїзму. Нора публікувала свої роботи у журналах «Grecia», «Ultra», «Tableros», «Reflector».
1920 року Нора Борхес створює обкладинку для збірки поезій іспанського поета Адріано дель Вальє. Родина Борхесів переїхала до Мадрида, де Нора навчалася у художника Хуліо Ромеро де Торреса. Там вона познайомилася і потоваришувала з Хуаном Рамоном Хіменесом, до деяких із віршів якого створила ілюстрації і якому присвятила свою книгу «Españoles de tres mundos». У червні 1920 року Нора з родиною повертається до Пальма-де-Майорки.
У березні 1921 року Борхеси пароплавом повертаються до Буенос-Айреса. Там Нора приєднується до авангардистів групи Флорида. У її роботах для журналу «Prisma» відчувається вплив ультраїзму, але водночас у її ілюстраціях для журналів «Mural», «Proa», «Martín Fierro», а також книги її брата «Жар Буенос-Айреса» (1923), помітно вплив французького кубізму. 1923 року французький сюрреалістський журнал «Manomètre de Lyon» і 1924 року «Martín Fierro» публікують її картини.
1926 року на виставці, яка була організована Асоціацією друзів мистецтва, вона продемонструвала 75 робіт, зокрема картини олією, ксилографії, малюнки, акварелі, гобелени.
1928 року Нора Борхес вийшла заміж за Гільєрмо де Торре, іспанського письменника і критика, з яким познайомилася в Іспанії у 19-річному віці. У пари народилося двоє дітей.
1942 року в Аргентині було видано книгу «Платеро і я» Хуана Рамона Хіменеса з її ілюстраціями. Вона також створювала ілюстрації до книг багатьох інших іспанських вимушених емігрантів в Аргентині, зокрема Рамона Гомеса де ла Серни, Рафаеля Альберті і Леона Феліпе.
Під час Другої світової війни Нора Борхес відкрито підтримувала аргентинську феміністичну антифашистську організацію «Junta de la Victoria». Після війни Нора разом з матір'ю провела місяць у в'язниці через відверту опозиційність до тодішнього президента Аргентини Хуана Домінго Перона.
Після звільнення з тюрми Нора проілюструвала збірку поезій свого брата «Зошит площі Сан-Мартіна», так само як і його попередню роботу «Місяць навпроти». Також вона створила ілюстрації до творів «Запрошені» (1961) і «Автобіографія Ірен» (1962) Сільвіни Окампо, книг Вікторії Окампо, Адольфо Біой Касареса, Нори Ланхе, Хуліо Кортасара. Крім цього, вона розробила сценографію для театральної постановки Федеріко Гарсії Лорки.
Нора Борхес писала як художній критик для видання «Anales de Buenos Aires» під псевдонімом Мануель Пінедо. Вона продовжувала працювати як журналіст і художник до самої своєї смерті, але нечасто влаштовувала виставки і дарувала багато зі своїх робіт. У своїх роботах вона використовувала олійні фарби, акварель, гравюру, ксилографію, гобелени, рисунок тушшю й олівцем, темперу, акрил.
Нора Борхес померла 20 липня 1998 року у Буенос-Айресі. Похована на цвинтарі Реколета.